# Madroñera (kommunhuvudort)
Madroñera är en kommunhuvudort i Spanien.   Den ligger i provinsen Provincia de Cáceres och regionen Extremadura, i den centrala delen av landet, 210 km sydväst om huvudstaden Madrid. Madroñera ligger 591 meter över havet och antalet invånare är 2 929.
Terrängen runt Madroñera är kuperad åt sydost, men åt nordväst är den platt. Terrängen runt Madroñera sluttar västerut. Runt Madroñera är det mycket glesbefolkat, med 5 invånare per kvadratkilometer. Närmaste större samhälle är Trujillo, 11,4 km väster om Madroñera. Omgivningarna runt Madroñera är huvudsakligen savann.